# باشگاه فوتبال لیتشوئس

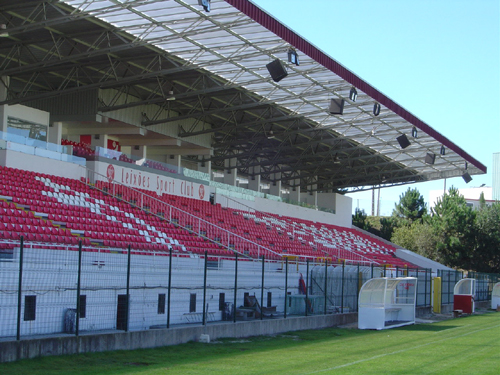
نمای ورزشگاه Estádio do Mar در سال ۲۰۰۸

باشگاه فوتبال لیتشوئس (به پرتغالی: Leixões) یک باشگاه فوتبال حرفه‌ای در کشور پرتغال است که در سال ۱۹۰۷ تأسیس شده‌است.

## ورزشگاه خانگی
این باشگاه فوتبال حرفه‌ای، مسابقات خانگی خود را در ورزشگاه Estádio do Mar که دارای ظرفیت ۶۷۹۸ نفر است برگزار می‌کند.